# Постмодернистская реклама
Постмодернистская реклама — рекламные материалы, созданные в духе и с использованием принципов постмодернизма.
Реклама эпохи постмодерна ориентируется на интерпретативную коммуникативную компетенцию потребителей. Подобная стратегия оправдывается кардинальным изменением адресатов рекламного сообщения: выросшие в коммерциализованном обществе, они достаточно сообразительны, чтобы видеть, когда им что-либо продают и приобрели стойкий иммунитет к прямому модусу рекламного убеждения. Кроме того, окружающая среда настолько плотно заполнена сообщениями, что визуальный шум мешает восприятию рекламных сообщений, порождая феномен «трафика страниц» . Поэтому вместе с товаром современная реклама стремится подарить потребителю что-то ещё, что-то «сверх того»: эстетическое удовольствие, осознание своих интерпретативных способностей в ходе охоты за значением, разгадывании интертекстуальных отсылок. Примером такой рекламы может служить рекламная продукция от Benetton Group.